# スーパーサイレント
スーパーサイレント（Supersilent）は、1997年にベルゲンで行われた「Nattjazz」というフェスにおいて結成されたノルウェーのアヴァンギャルドなインプロヴィゼーション音楽グループ。そこで、ヴェスレフレック（Veslefrekk）というトリオが、電子音楽家のヘルゲ・"デスプロッド"・ステンとともに演奏するよう求められた。エクスペリメンタル・ジャズ・グループとステンの荒々しいドローンとノイズの融合がうまく噛み合ったため、彼らはスーパーサイレントとして団結した。
同年、彼らの3枚組デビュー・アルバム『1-3』が、レコード・レーベルのリューネ・グラモフォンから初めてリリースされた作品として登場した。バンドは、即興のジャズ、フリロック、ノイズ・ブローアウトの積極的な組み合わせとして注目を集めた。彼らは、即興音楽のみを作り、そのアルバム・カバーの独特な均一性によって知られている。

## 立ち位置
バンドに関する多くの解説では、ジャズをその分類として示唆している。バンド・メンバー4人のうち3人はジャズ・ミュージシャンとして正式な教育を受けており、グループは定期的にジャズ・フェスティバルに参加している上、彼らのアプローチはある程度、より不定形でより自由な形のジャズとして理解されているものだ。しかしながら、シンセサイザー、テルミン、ループ・ペダル、テープループといった電子楽器の顕著な使用、および伝統的なジャズ構造に対する拒否が、ジャズというジャンルの概念の外にグループの音楽を置くことにつながっている。

## 略歴
スーパーサイレントは、1997年に結成された。1997年、フリー・ジャズ・トリオのヴェスレフレック（トランペットのアルヴェ・ヘンリクセン、キーボード奏者のストーレ・ストーレッケン、およびヤーレ・ヴェスペスタ）が、音楽プロデューサーでライヴ・エレクトロニクス・アーティストのヘルゲ・ステン（デスプロッドとしても知られる）とコンサートを行った。そのコンサートは、研ぎ澄まされたインプロヴィゼーション・マテリアルが録音され、3枚組で3時間のアルバムに編集されて、単なる『1-3』というタイトルで、1997年にレーベル、リューネ・グラモフォン最初のリリースとなった。「スーパーサイレント (SuperSilent)」という名前は、これらのセッションの頃にグループがオスロで見たトラックのロゴに由来している。
続いて1年後にリリースされたアルバム『4』では、わずかにサウンドを洗練させ、2001年にアルバム『5』をリリース。これは1999年から2000年にかけてライブ・レコーディングされた音源を元としており、ゆっくりとシフトするテクスチャとその周囲のペースへと焦点を変えていった。
2003年リリースの『6』は、これまでで最も高く評価されているアルバムであり、より穏やかでメロディックなマテリアルに焦点を当てている。2005年にリリースされたアルバム『7』は、2004年のパフォーマンス全体を紹介するDVDコンサート・フィルムであり、グループで最も称賛されている作品のもう1つとなっている。スーパーサイレントは、2005年のハダーズフィールド・コンテンポラリー・ミュージック・フェスティバルで演奏した。
ストーレッケンは、ギタリストのテリエ・リピダル率いるスカイウォーズ（Skywards）との10年近い協力で知られており、2007年にスーパーサイレントは「Moldejazz」でリピダルとのコンサートに参加した。
『8』は2007年にリリースされたスタジオ・アルバムで、ほぼ肯定的なレビューに迎えられた。『8』のセッションで録音されたマテリアルは、初め『8-9』というタイトルの2枚組アルバムとしてリリースするとされていたが、1枚のアルバムのみがリリースされた。これらのセッションのさらなるマテリアルは、2010年にヴァイナル盤のみのアルバム『11』としてリリースされている。
2009年初頭、グループは、ドラマーのヤーレ・ヴェスペスタが他の音楽的関心を追求するために脱退したと発表した。残りの3人のメンバーは録音を続け、ライブで演奏した。彼らの7枚目のリリース作となる『9』は、2009年後半に発表され、その年の初めにトリオで演奏し、いつもと違う楽器（3つのハモンドオルガン）をフィーチャーした単一のコンサートからの録音作品となっている。
グループの次のリリースは、『9』を録音する前にトリオによってスタジオで録音されたピアノの使用を特徴とする「よりアコースティックな」マテリアルで構成されていることが明らかとなった。このアルバムは2010年8月23日にリリースされた。
スーパーサイレントは、過去14年間で最も称賛されている即興バンドの1つとなった。ジョン・ポール・ジョーンズは、ノルウェーのクリスチャンサンで開催された「パンクト・フェスティバル2010」に参加する機会を利用した。ベーシストでマルチ奏者であるジョーンズは、ロック・ミュージシャンとして長く波乱万丈なキャリアを持ち、レッド・ツェッペリンやゼム・クルックド・ヴァルチャーズで最もよく知られている。スーパーサイレントとの自発的な即興によるコラボレーションは興味深いものとなり、「Moldejazz 2012」にて新しいパフォーマンスのために再会した。

## パッケージングとフォーマットへのアプローチ
キム・ヨーソイ（Kim Hiorthøy）によってデザインされたグループのアルバム・パッケージは、ミニマリストの美学となっている。完全に白で、カバーとCDまたはLPのラベルを除き、各リリースで異なる色を印刷している。各ラベルには、ディスクに含まれるトラックに関する情報が表示され、各カバーには、バーコードと録音とカタログの詳細とともに、リリースの名前とアルバム番号が表示されている。
各アルバムの番号付けの形式に合わせて、各トラックには番号が付けられており、登場するアルバムの指定とアルバム内のポジションを反映している。たとえば、アルバム『5』の4番目のトラックは「5.4」と題されている。
任意のアルバムでは未発表だが、プロモーション・コンピレーションに貢献したトラックには、文字Cが付いており、登場した後に番号が付けられている。たとえば、グループが関与した3番目のコンピレーションに貢献したトラックは「C -3.1」と名付けられた。これまでに、このようなトラックは1999年から2010年の間にリリースされ、それぞれ異なるコンピレーションでリリースされた。

## メンバー
- アルヴェ・ヘンリクセン (Arve Henriksen) - ボーカル、トランペット、パーカッション
- ヘルゲ・"デスプロッド"・ステン (Helge "Deathprod" Stein) - ライヴ・エレクトロニクス、シンセサイザー、エレクトリック・ギター
- ストーレ・ストーレッケン (Ståle Storløkken) - シンセサイザー、ピアノ
- ヤーレ・ヴェスペスタ (Jarle Vespestad) (1997年–2009年) – ドラム

## 受賞歴
- "Alarmprisen" 2003 in the class Jazz, for the album 6

## ディスコグラフィ

### アルバム
全作品、リューネ・グラモフォンからのリリース。作品は特記ない限りライブ・スタジオ・アルバム。
- 1–3 (1997年) ※3枚組ライブ・スタジオ・アルバム
- 『4』 - 4 (1998年)
- 『5』 - 5 (2001年) ※ライブ (ツアー)
- 『6』 - 6 (2003年)
- 7 (2005年) ※コンサート・フィルム
- 『8』 - 8 (2007年)
- 9 (2009年) ※ライブ (1回のコンサート)
- 10 (2010年)
- 11 (2010年)
- 100 (2010年) ※ボックスセット『Twenty Centuries Of Stony Sleep』の一部としてのみ発売
- 12 (2014年)
- 13 (2016年)
- 14 (2018年)